# Sherlock Holmes jagt Arsène Lupin
Sherlock Holmes jagt Arsène Lupin (im englischen Original Sherlock Holmes Versus Arsène Lupin oder auch Sherlock Holmes: Nemesis) ist ein 2007 erschienenes Point-and-Click-Adventure. Das Spiel ist der vierte Teil der von Frogwares herausgebrachten Sherlock-Holmes-Computerspielserie, die auf der Romanfigur Sherlock Holmes basiert. Dieser wird dabei mit dem fiktiven Meisterdieb Arsène Lupin konfrontiert, einer literarischen Figur des französischen Schriftstellers Maurice Leblanc, einem Zeitgenossen des Sherlock-Holmes-Autors Arthur Conan Doyle.

## Handlung

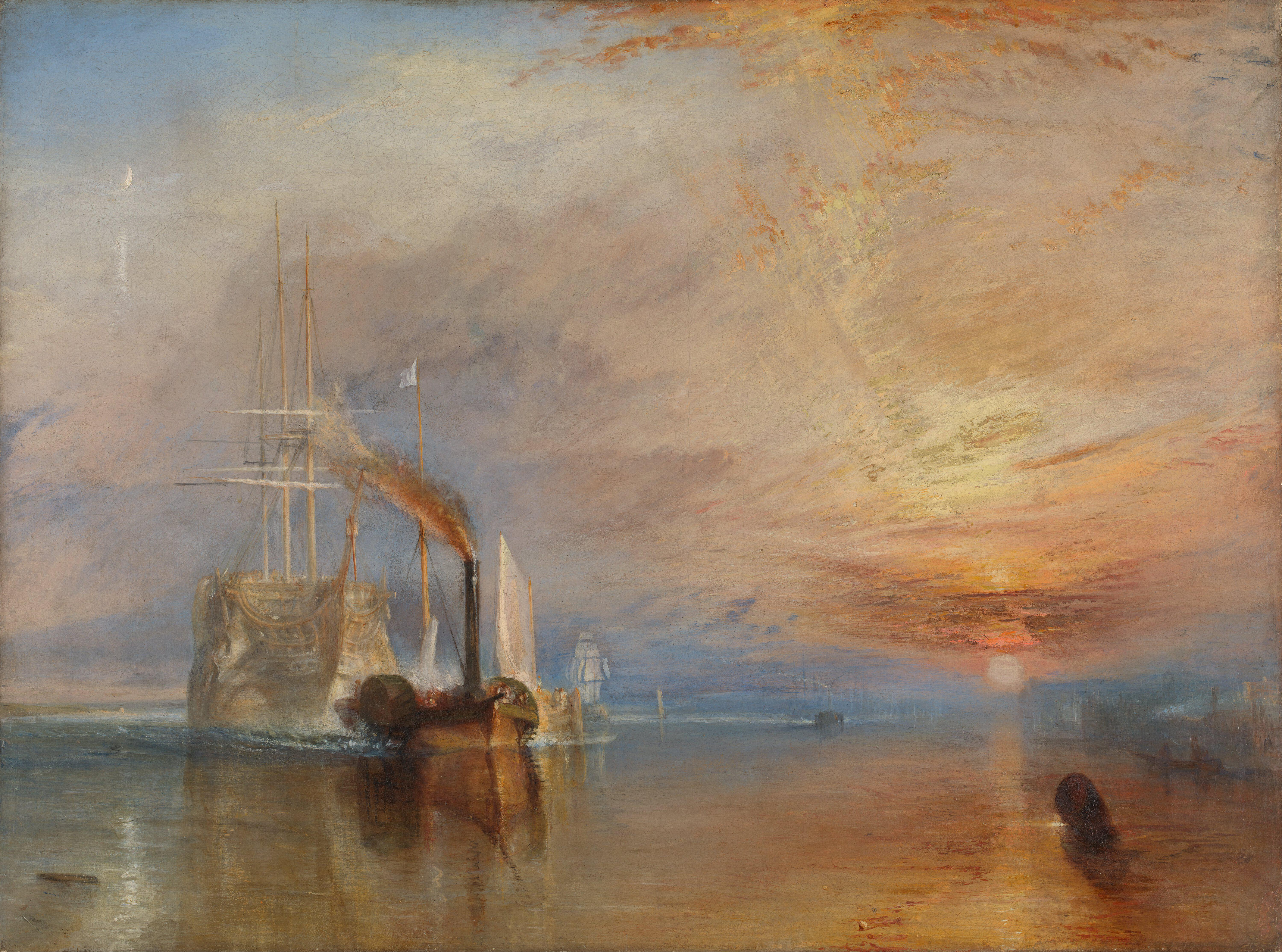
Das Gemälde The Fighting Temeraire tugged to her last Berth to be broken ist das erste Objekt, das Arsène Lupin stehlen will.

Sherlock Holmes und Dr. Watson bekommen einen Brief von Arsène Lupin, welcher für die nächsten fünf Nächte verschiedene Raubzüge plant und Holmes herausfordert. Aus dem von Lupin verfassten Gedicht folgert Holmes, dass der erste Diebeszug der National Gallery und dem darin ausgestellten Gemälde Die kämpfende Temeraire gilt. Trotz der daraufhin von der Polizei getroffenen Sicherheitsmaßnahmen gelingt es Lupin, in das Gebäude einzudringen und das Bild zu stehlen. Arsène Lupin wird von seinem Schöpfer Leblanc als Meister der Verwandlung und Verkleidung beschrieben. Diese Tatsache wird auch in Sherlock Holmes jagt Arsène Lupin mehrmals aufgriffen, so begegnet man Lupin gleich zu Beginn in der National Gallery, wie er sich als französischer Maler ausgibt. Den Namen, den er hier angibt, Horace Velmont, verwendete er bereits in einigen Geschichten von Leblanc. Bei den anschließenden Ermittlungen Holmes‘ entsteht eine Art Schnitzeljagd in der Gallery, an deren Ende man herausfindet, dass die Tower-Raben im Tower of London Lupins nächstes Ziel sind.
Als Sherlock Holmes und Dr. Watson wenig später beim Tower vorstellig werden, wurden die Raben bereits gestohlen und durch sechs andere Vögel ersetzt. Da Holmes bemerkt, dass offensichtlich jeder von ihnen den Teil einer Nachricht Lupins mit sich bringt, gilt es, alle Tiere einzufangen. Der Nachricht Lupins zu urteilen muss man wieder in die National Gallery, um sich dort anhand von Bildern, die der Meisterdieb in seiner Botschaft beschreibt, das nächste Ziel erschließen zu können. Hierbei handelt es sich anscheinend um den Stein von Rosette, der im British Museum untergebracht ist.
Nachdem Inspector Lestrade davon in Kenntnis gesetzt ist, wird der gesamte Museumstrakt sofort unter polizeiliche Überwachung gestellt und nach Lupin beziehungsweise Wegen, auf denen Lupin in das Museum gelangen könnte, untersucht. Dennoch gelingt es dem Franzosen, den Stein von Rosette in einer waghalsigen Hochseilaktion, in der er den Stein als Surfbrett nutzt, zu entwenden.
Eindringen konnte er, indem er sich als Journalist mit dem Namen Piers U. Alenn (ein Anagramm zu Arsene Lupin) ausgab, einer Scheinidentität, unter der er schon vorher mit Dr. Watson Kontakt hatte und dieser ihn so nichtsahnend in das Museum einließ. Bei seinem Abgang hinterlässt Lupin noch eine Nachricht, die Holmes wieder zu Ermittlungen im gesamten Museum führt, wobei er sich in der umfangreichen Bibliothek und dem großen Bestand der Ausstellung auf Indiziensuche begibt. Als nächstes Ziel entpuppt sich der Buckingham Palace und nach kurzen Ermittlungen in der Umgebung der Baker Street begeben sich Sherlock Holmes und Dr. Watson dorthin.
Es gilt nun, zeitgleich zu den Nachforschungen auch einige Botendienste für die Bewohner des Palace zu erledigen, während sich die Queen in ihre Gemächer zurückgezogen hat und für niemanden zu sprechen ist. Bei den Ermittlungen erkennt Holmes die Zusammenhänge: Lupin hat sich in dem leeren Innenleben einer Standuhr in das Gemach der Queen schmuggeln lassen. Hier gelingt es ihm, Königin Victoria durch sein Redetalent einzulullen und ihr so „einen Kuss zu stehlen“. Immer noch von dem augenscheinlichen Gentleman begeistert, ermöglicht sie Lupin, wiederum kurz bevor Holmes eintrifft, die Flucht durch einen Geheimgang.
Holmes folgt dabei nur der von Lupin ausgelegten Fährte und leistet kaum kriminalistische Arbeit im klassischen Sinne. Zuletzt durchschaut er aber den Plan: Alle Diebstähle dienten nur dazu, Holmes an die Schnitzeljagd zu gewöhnen. Der letzte Hinweis, der zu Big Ben führte, war nur eine Ablenkung. Tatsächlich hat es Lupin erneut auf den Tower und die dortigen Kronjuwelen abgesehen. Holmes lässt Watson und die Polizei in dem Glauben, Lupin sei bei Big Ben und begibt sich allein zum Tower. Dort kann er dem Dieb schließlich zuvorkommen und ihm den Fluchtweg abschneiden. Lupin bietet an, die zuvor gestohlenen Dinge zurückzugeben, wenn Holmes ihn dafür laufen lässt. Um die Sache nicht öffentlich bekannt werden zu lassen, was einen Skandal bedeuten würde, geht Holmes darauf ein.

## Spielprinzip und Technik
Der Spieler schlüpft in die Rolle des Sherlock Holmes, verkörpert jedoch hin und wieder auch Dr. Watson oder Inspector Lestrade. Ort des Geschehens ist diesmal ausschließlich das London des späten 19. Jahrhunderts, da Sherlock Holmes: Die Spur der Erwachten heftige Kritik wegen der Holmes-Zeit-untypischen Schauplätze bekommen hat. Der Spieler muss nun an einer Vielzahl von weltbekannten Orten wie zum Beispiel der National Gallery, dem Tower of London oder auch dem Buckingham Palace auf Spurensuche gehen, Beweisstücke analysieren und mit über 40 Charakteren interagieren. Auch wird durch vermehrte, sehr offen gestellte Zwischenfragen das Denken des Spielers mehr gefordert, was in den Vorgängern deutlich in den Hintergrund gestellt wurde. Insgesamt gibt es weniger Aktion, der Spieler verbringt die meiste Zeit damit, Spuren zu suchen und zu analysieren.

## Produktionsnotizen
Die in den USA vertriebene Version trug den Titel Sherlock Holmes: Nemesis. Seit Anfang 2010 ist eine Remastered Edition erhältlich. Diese Version zeichnet sich, wie schon beim Vorgänger Sherlock Holmes: Die Spur der Erwachten, besonders durch die Implementierung der Third-Person-Perspektive aus, wobei man nun frei zwischen den Ansichten wählen kann. Auch ein Hilfesystem, das auf Wunsch auf Hot-Spots im aktiven Bildschirmausschnitt verweist sowie alle bis dato erschienenen Patches wurden aufgenommen.

## Rezeption
Sherlock Holmes Versus Arsène Lupin erhielt zur Zeit der Veröffentlichung eher positive Bewertungen. Die Rezensionsdatenbank Metacritic aggregiert 20 Rezensionen zu einem Mittelwert von 71. Es wurde oft gelobt, dass das Spiel in alter Holmes-Manier endlich wieder in London spiele, andererseits wurden die im Vergleich zum Vorgänger kaum verbesserte Grafik, die menschenleeren Orte und die oft hölzern wirkenden Bewegungen kritisiert. Des Weiteren bemängelten Fans der Third-Person-Perspektive, dass man nicht zwischen den Ansichten wechseln könne. Durchgehend wurde Sherlock Holmes jagt Arsène Lupin jedoch als bedeutend besser als Sherlock Holmes: Die Spur der Erwachten gewertet, vor allem da „alles stimmiger“ sei. Besonders Kulturliebhaber würden „ihre Freude an dem virtuellen Sightseeing in London haben“.
Das Spiel wurde von der Computer Bild zum „Besten Adventure 2007“ gewählt.

## Wissenswertes
- An einigen Stellen im Spielverlauf ist eine annehmbar humoristische Ader des Entwicklerteams zu erkennen, indem Personen in gewisser Weise grotesk überzeichnet werden oder indem sie besonders für die damalige Zeit aufsehenerregende Gesinnungen offen zeigen. So zum Beispiel der Museumswärter, der während der Gespräche eine übertriebene Gestik verwendet und es als amüsant empfindet, „all diese hübschen jungen Männer in Uniformen zu beobachten“. Er antwortet auf Holmes‘ Frage, welcher Mensch ihm wohl am meisten bedeute, mit „Sie, Sie sind der einzige, der großartigste“. Dies soll ihn scheinbar als homosexuell charakterisieren.
- Als Holmes in einer Gruft eine Fledermaus fotografiert, ist auf dem Foto deren Schatten an der Wand in Form des Batman-Emblems zu sehen.

## Galerie

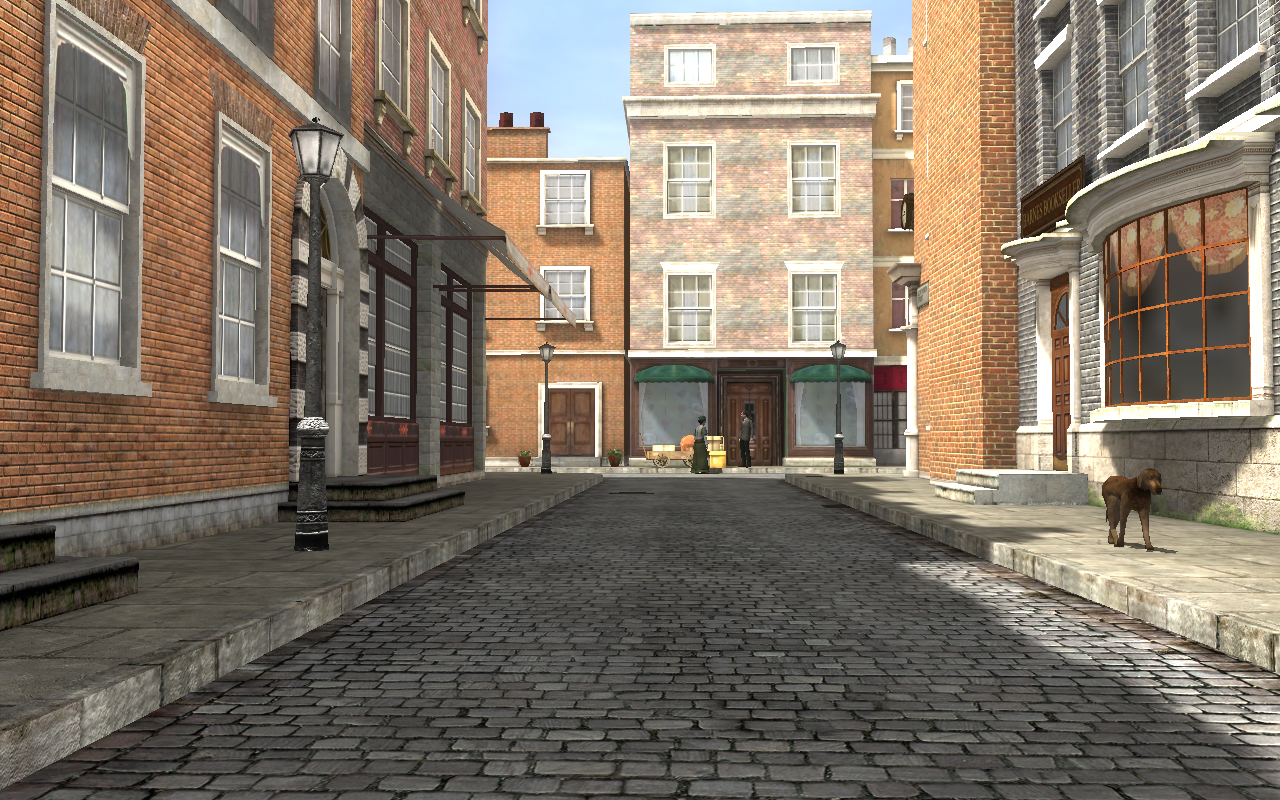
Nahe der Baker Street
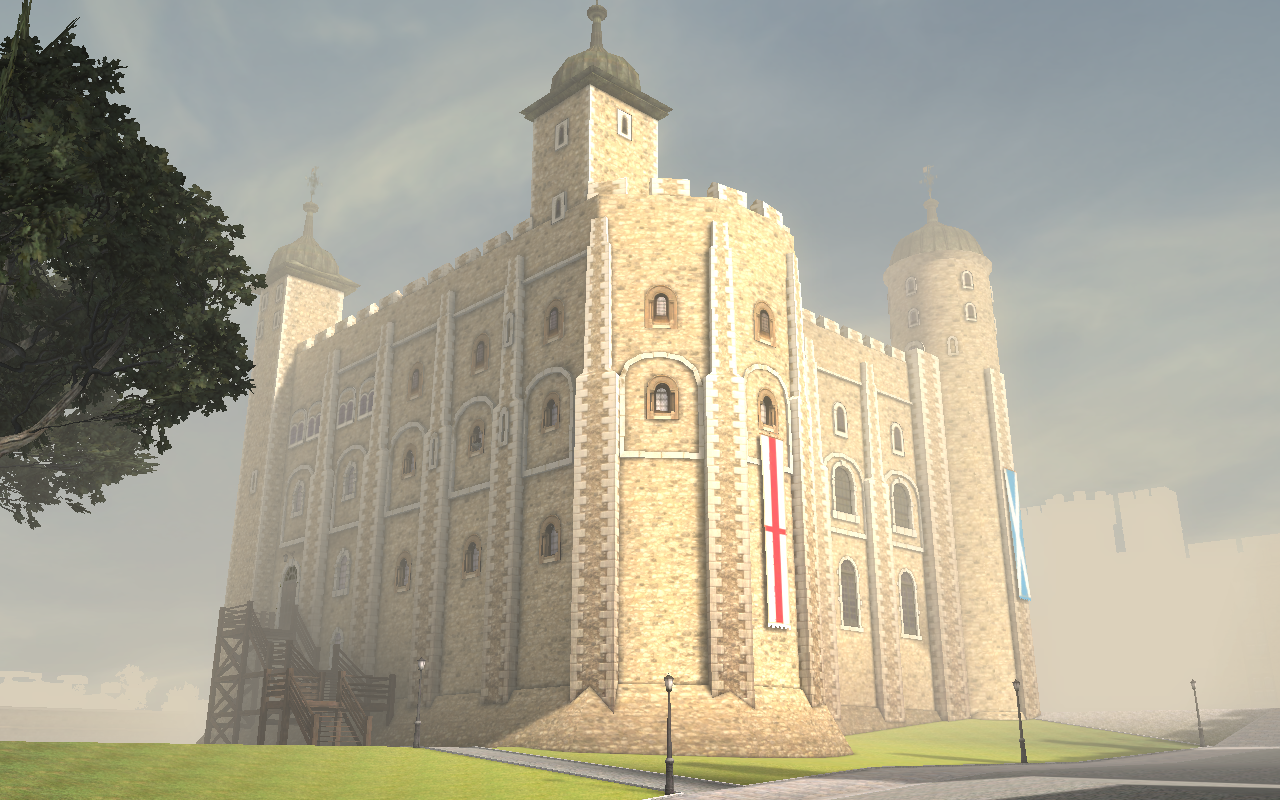
Der Tower
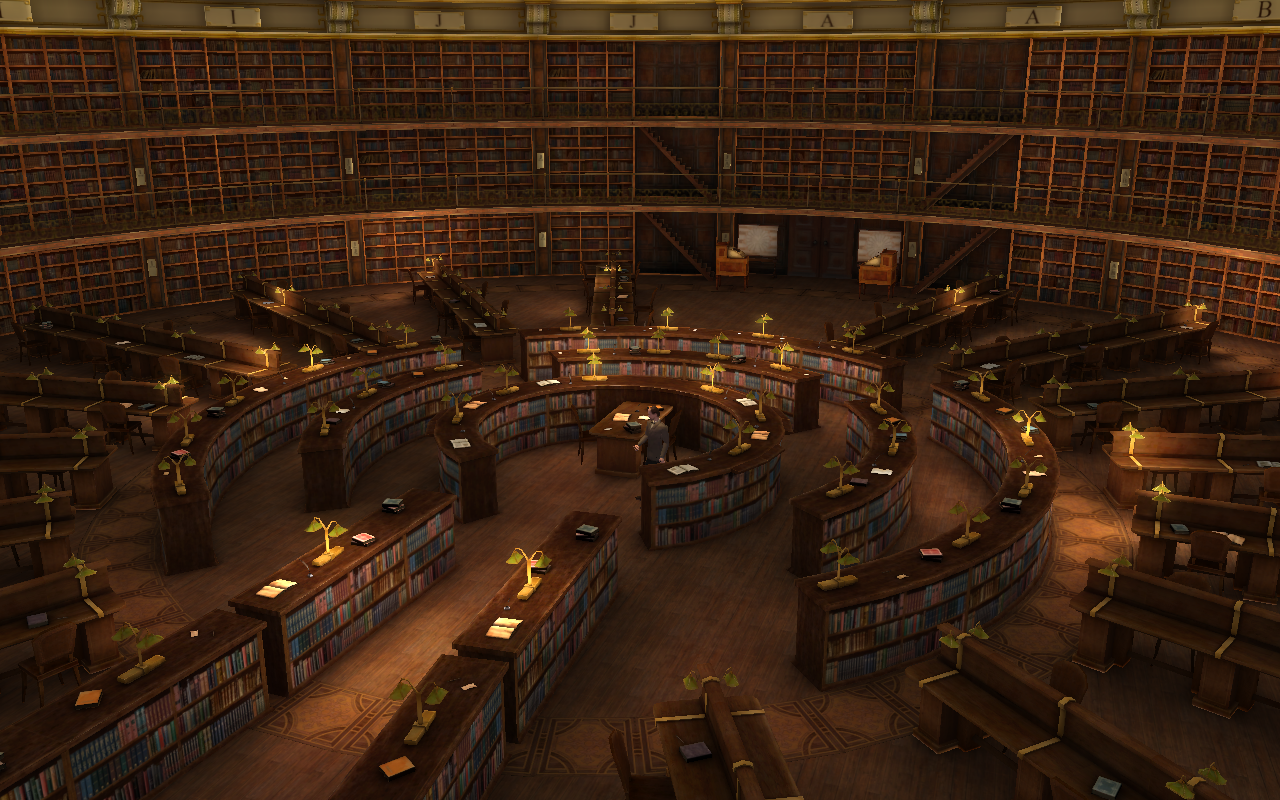
Der Lesesaal im British Museum
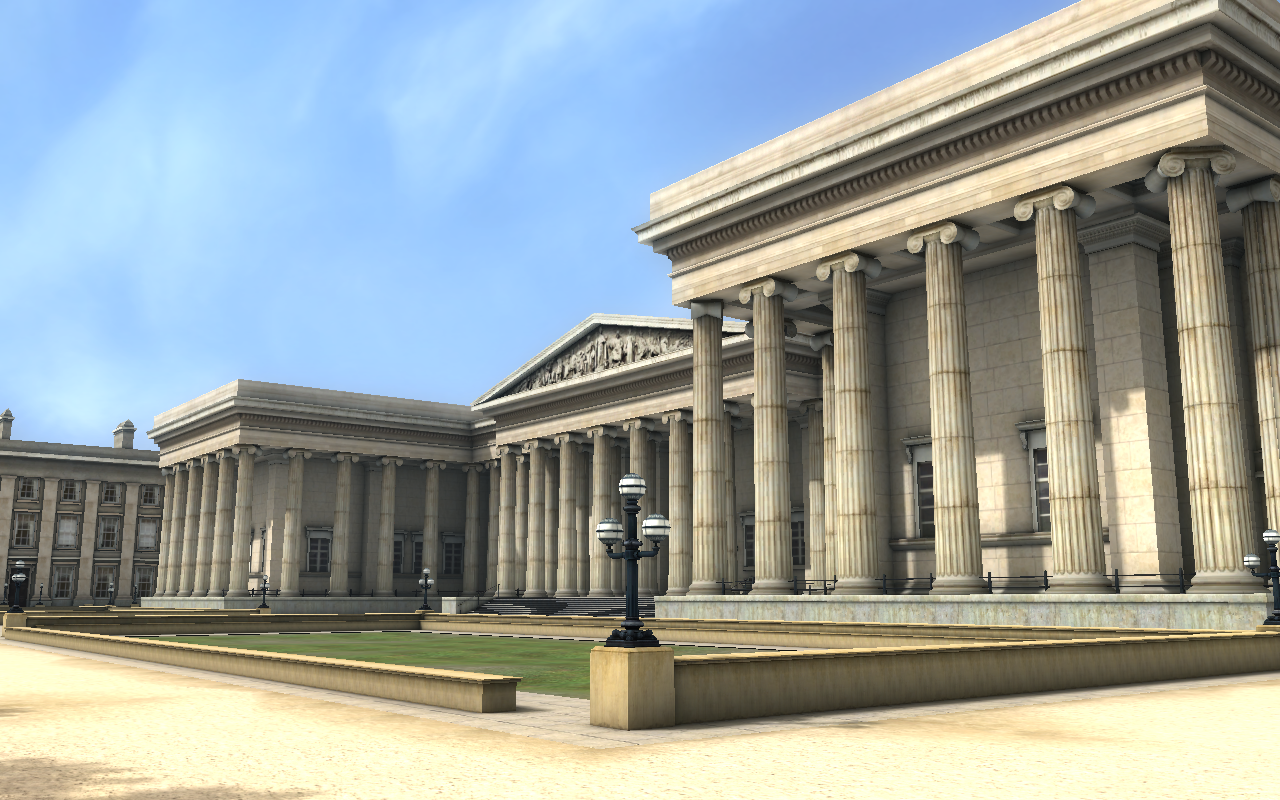
Die Fassade des British Museum